# 滔新聞
《滔新聞》成立於2016年，是台灣第一個由公關公司成立的網路媒體，由先勢行銷傳播集團管理，主要內容為生活相關新聞，2021年12月已结束營運。